# Vendas de discos declaradas de Elvis Presley

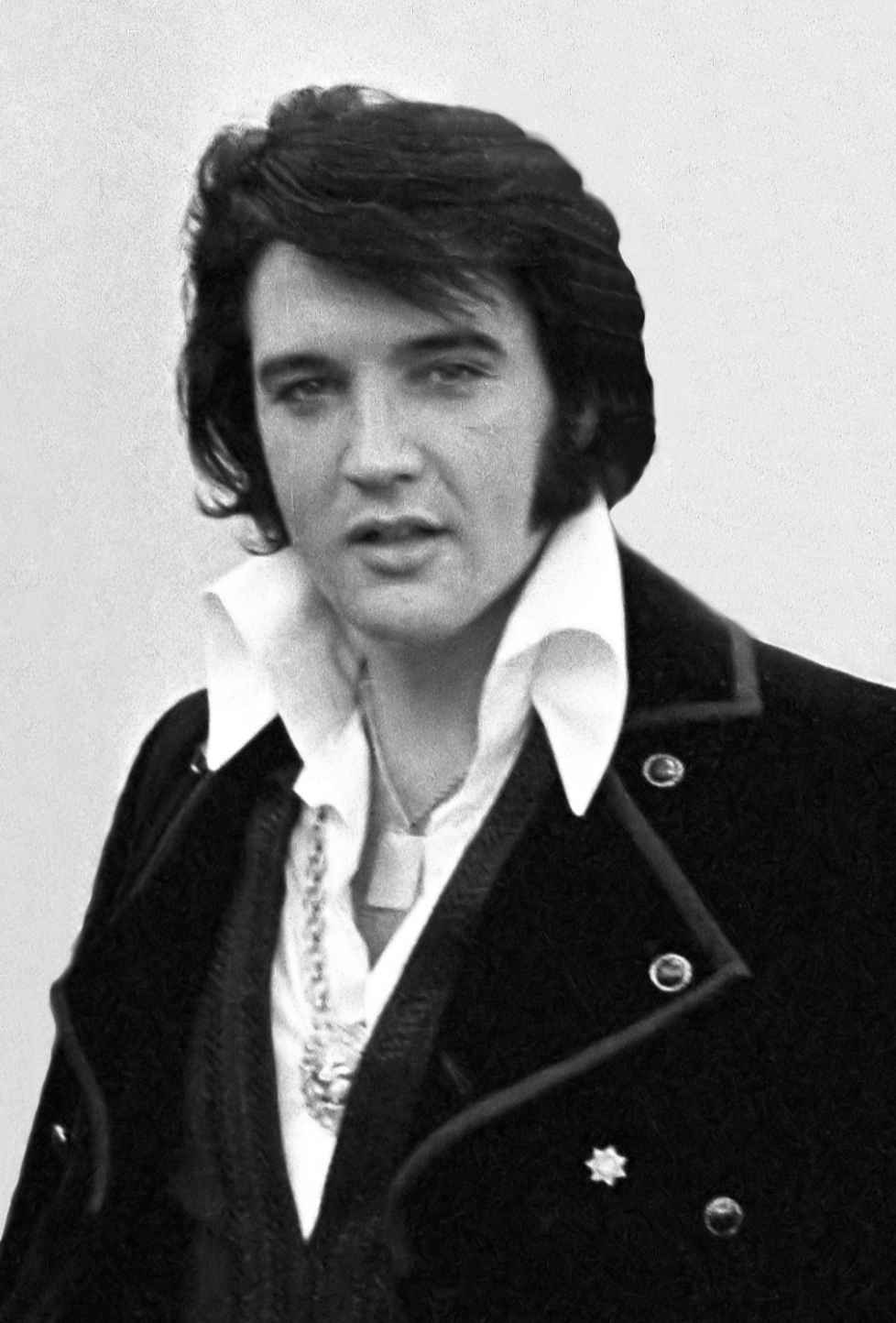
Elvis Presley, artista solo mais vendido de todos os tempos segundo o Guinnes World Records.

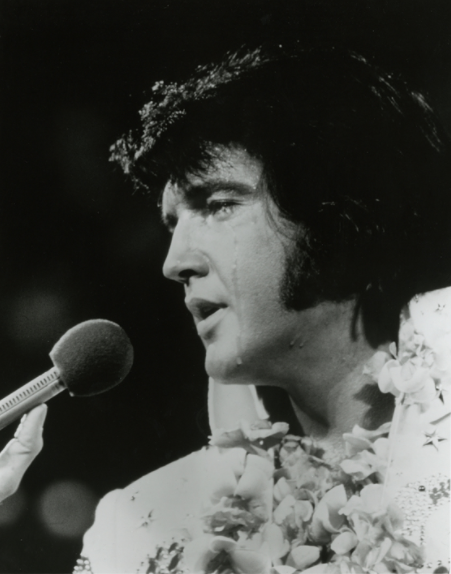
Elvis Presley, artista solo recordista de audiência mundial em um evento solo ao vivo.

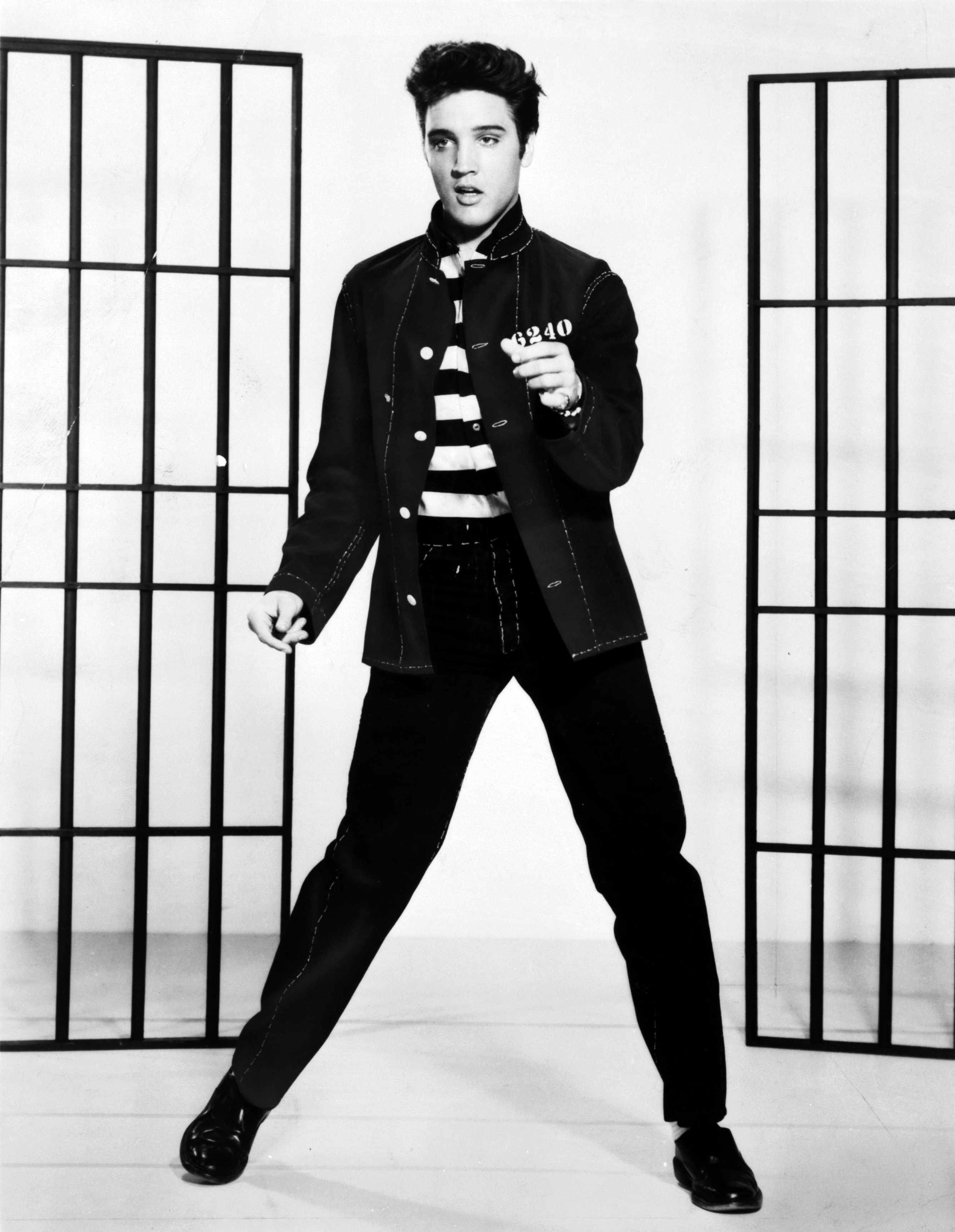
Elvis Presley cantando e dançando a canção Jailhouse Rock, no clipe musical do filme Jailhouse Rock produzido em 1957.

Este artigo tem por finalidade expor as vendas declaradas e estimadas do cantor Elvis Presley. Para relatar as declarações de vendas do artista, serão consideradas diversas fontes de alto gabarito, como empresas privadas que prestam auditoria de vendas para a industria musical, revistas conceituadas no meio musical, veículos de imprensa notáveis e tradicionais, livros publicados por fontes conceituadas, estimativas e declarações de gravadoras, citações de representantes do varejo da industria musical, reconhecimentos de grandes conglomerados ligados a música, declarações de associações voltadas a música, bem como, manifestações de eventos musicais e premiações do meio, estimativas de organizações, entre outras relativas a industria. 

## Reconhecimento de um bilhão de discos vendidos pela RIAA em 2006, segundo o jornalista, escritor prolífico, e historiador da música Scott Schinder
Segundo o aclamado jornalista, escritor prolífico, e historiador da música Scott Schinder, a RIAA declarou que Elvis Presley vendeu 1 bilhão de discos. No trabalho publicado por Schinder, denominado "Icons of Rock: An Encyclopedia of the Legends Who Changed Music Forever" foi mencionado que "Mais de um quarto de século após sua morte, Elvis permanece como o artista solo mais vendido da história da música popular, de acordo com a RIAA, com vendas mundiais estimadas em um bilhão até 2006." Os trabalhos de Schinder são amplamente reconhecidos no meio musical, e foram publicados em quase todas as principais mídias musicais renomadas, incluindo Rolling Stone, Entertainment Weekly, Billboard, Time Out New York, The Austin Chronicle, Please Kill Me, Creem, Musician, Newsday, Stereophile, New Musical Express, Melody Maker e muitos outros. Ele também escreveu notas de encarte para dezenas de álbuns, todas as seis edições do Trouser Press Record Guide e vários livros da Rolling Stone, como o Alt-Rock-A-Rama da Rolling Stone de 1996. A Associação Americana da Indústria de Gravação (do inglês: Recording Industry Association of America - RIAA) é uma organização comercial, sediada em Washington, D.C., que representa as gravadoras e distribuidores estadunidenses. Possui o objetivo de promover a vitalidade financeira dos negócios dos associados. Seus membros consistem em gravadoras e distribuidores, responsáveis em média por 85% das músicas gravadas legalmente nos Estados Unidos. A associação é conhecida popularmente por sua tradicional certificação de álbuns e canções ouro e platina nos Estados Unidos e também participa do gerenciamento de direitos coletivos de gravações. A empresa privada Gelfand, Rennert & Feldman (GR&F) é a responsável pela auditoria das vendas da RIAA. Segundo o site oficial da Recording Industry Association of America, "Todas as auditorias de certificação são conduzidas, por uma taxa, pela empresa Gelfand, Rennert and Feldman, LLP (GR&F) para a RIAA. Se vários níveis de certificação forem certificados simultaneamente, apenas uma taxa de certificação de auditoria será cobrada." O site da RIAA também menciona empresa privada Rennert and Feldman, LLP (GR&F) como auditores da RIAA em todas as correspondências de certificação.
A Gelfand, Rennert & Feldman (GR&F) e Record Research Inc são notáveis empresas de auditorias e estatísticas no que concerne a industria musical. Em 1987 a Record Research Inc declarou que Elvis Presley havia vendido um bilhão de discos globalmente até aquela oportunidade. Record Research publicou livros de referência com base em dados de várias paradas musicais populares e até o momento publicou mais de 200 livros, 50 dos quais estão no catálogo da Record Research. Sua pesquisa se estende de 1890 até o presente e cobre muitos gêneros. Apresentando a posição de pico de cada gravação, data nas paradas, semanas nas paradas, rótulo e informações, e curiosidades sobre gravações e artistas, os livros de Joel Whitburn são amplamente utilizados pela indústria do entretenimento (especialmente DJs de rádio ) e fãs de música em todo o mundo. Record Research, Inc, reuniu uma equipe de pesquisadores para examinar em detalhes todas as paradas de música e vídeo da Billboard e estabeleceu um acordo de licenciamento com a Billboard. Sua publicação principal foi Top Pop Singles, que cobre a história das paradas de singles populares da Billboard , principalmente a Billboard Hot 100. A edição mais recente, Top Pop Singles 1955–2018 , foi lançada em junho de 2019. Joel Whitburn foi o autor das publicações, com destaque para a série Top 40 Hits , publicada pela Billboard Books. A nona edição, cobrindo os anos de 1955 a 2009, foi publicada em 2012.
A Billboard (estilizado como billboard) é uma revista semanal estadunidense da Penske Media Corporation especializada em informações sobre a indústria musical. Billboard é uma revista americana fundada em 1894 e amplamente conhecida por sua cobertura da indústria musical, incluindo gráficos e análises de desempenho de músicas e álbuns. Com sede em Nova York, Billboard também se consolidou como um dos veículos mais respeitados para análises e tendências da música, com foco em diversos gêneros, artistas, e inovações do setor. Ao longo das décadas, a revista expandiu seu conteúdo para incluir informações sobre cinema, televisão, tecnologia e cultura pop, consolidando-se como uma autoridade em entretenimento.A Billboard exerce uma grande influência sobre a indústria da música. Suas paradas de sucesso são amplamente utilizadas como referência para medir o sucesso comercial de artistas, músicas e álbuns. A posição nos gráficos Billboard é um símbolo de reconhecimento e validação, sendo frequentemente citada em campanhas de marketing, premiações e eventos de lançamentos. Além de sua função informativa, a Billboard também é conhecida por suas coberturas investigativas sobre temas como direitos autorais, streaming, e mudanças na indústria musical, tornando-se uma referência essencial para profissionais do setor. Em 1980 a Billboard declarou por meio de uma de suas publicações que Elvis Presley havia alcançado a marca de 1 bilhão de discos vendidos até aquela oportunidade. Ao longo de mais de um século, a Billboard se consolidou como uma das principais publicações da indústria musical e do entretenimento. Com suas paradas musicais reconhecidas mundialmente e uma abordagem inovadora sobre tendências, a revista continua a desempenhar um papel vital na análise e celebração do cenário musical, além de influenciar o modo como a música é consumida e interpretada pela sociedade.

### Elvis Presley
Conhecido como o "Rei do Rock", Elvis Presley teve um papel crucial na popularização das paradas da Billboard durante os anos 1950 e 1960. Com sucessos como “Heartbreak Hotel”, “Hound Dog” e “Jailhouse Rock”, Elvis rapidamente se tornou uma das maiores forças nas paradas da revista, ajudando a solidificar a música rock como um fenômeno cultural nos Estados Unidos e no mundo. Entre 1956 e 1957, ele conseguiu vários singles consecutivos no topo do Billboard Hot 100, o que consolidou seu status como ícone cultural e a Billboard como autoridade para medir o sucesso na música. Elvis quebrou diversos recordes ao longo de sua carreira, incluindo o maior número de singles no Top 10 do Billboard Hot 100 entre artistas masculinos, uma marca que permaneceu por décadas. Seu impacto na Billboard ajudou a revista a alcançar novos públicos, em uma época em que o rock ainda estava se tornando parte dominante do mainstream. A visibilidade de Elvis nas paradas foi determinante para transformar a Billboard em uma ferramenta confiável para medir o impacto da cultura pop.

## Vendas de discos de Elvis Presley antes e após a morte segundo a Billboard
De acordo com uma publicação realizada pela Billboard, Elvis Presley havia vendido mais de 500 milhões de discos e fitas ao longo de sua carreira antes de falecer em 1977. Após o falecimento de Presley, aconteceu o "boom" das vendas de discos, e em 1980 as vendas do artista foram declaradas em 1 bilhão de discos vendidos globalmente pela Billboard. Elvis Presley é amplamente considerado um dos artistas mais bem-sucedidos e influentes da história da música. Ao longo de sua carreira, ele alcançou marcas impressionantes de vendas e consolidou um legado duradouro. Segundo uma publicação da revista Billboard, Elvis havia vendido mais de 500 milhões de discos e fitas antes de seu falecimento em 1977. A popularidade do artista era tão intensa que, após sua morte, houve um significativo aumento nas vendas de seus discos, conhecido como o "boom" das vendas de Elvis. Esse aumento nas vendas foi impulsionado pelo fenômeno cultural que o artista se tornou após sua morte. Suas gravações passaram a ser cada vez mais procuradas, tanto por fãs que já o acompanhavam quanto por novas gerações de ouvintes. Em 1980, a Billboard declarou que as vendas de Elvis haviam alcançado o marco de 1 bilhão de discos vendidos globalmente, um feito impressionante e raro na indústria musical, que colocou Elvis entre os artistas mais vendidos de todos os tempos.

## O "Boom" das vendas de discos de 1977-1978
O "boom" das vendas de discos de 1977-1978, segundo ao The New York Times "A indústria estava operando perto da capacidade quando Elvis Presley morreu em 16 de Agosto. A execução subsequente de seus discos limpou o backlog praticamente da noite para o dia. Os fãs esperaram ansiosamente pelo conjunto de dois discos de “Elvis in Concert”, a trilha sonora de uma apresentação exibida na CBS-TV em Outubro. O álbum vendeu mais de 1 milhão de cópias quase no minuto em que chegou às lojas e a RCA, que geralmente cuida da maioria de suas próprias necessidades de prensagem de discos, foi a contratantes externos em Outubro para colocar milhões a mais de conjuntos de discos nas mãos dos clientes." No mesmo sentido, publicou o jornal Memphis Press-Scimitar, "Memphis não apoiou Elvis como deveria - muitas pessoas acham que apoiaram, mas Vire para a página 2 - Os discos e fitas da MIST at Record Stores esgotaram em 10 minutos hoje. "Eles compraram tudo o que tínhamos. Tínhamos 35 álbuns, 12 de oito faixas, 20 singles. A Pickwick (distribuidora) em Atlanta nos disse que não poderia atender nosso pedido porque estava comprometida a atender mais pedidos do que tinha em estoque", disse Robinson. Na Peaches, uma enorme loja de discos em Fort Lauderdale, Flórida, a gerente noturna Susan Von Stettina disse que eles venderam US$ 700 em álbuns de Presley poucas horas após a notícia de sua morte. "Sua música e sua personalidade, fundindo os estilos do country branco e do rhythm and blues negro, mudaram permanentemente a face da cultura popular americana." "Seu número de seguidores era imenso e ele era um símbolo para as pessoas do mundo todo da vitalidade, rebeldia e bom humor deste país", disse Carter. O The New York Times publicou que "As mortes de Elvis Presley e Bing Crosby, dois dos artistas de gravação mais bem-sucedidos da história, criaram uma bonança comercial para a indústria fonográfica do país. Um aumento inesperado na demanda por novas cópias de seus discos antigos sobrecarregou a capacidade em toda a indústria e forçou atrasos na produção de novos lançamentos. A indústria descobriu que a produção de cerca de 4 milhões de discos de long-playing por dia não é suficiente para atender à demanda, de acordo com fontes comerciais, e a capacidade não pode ser expandida prontamente. Colecionadores ávidos estão descobrindo que muitos novos lançamentos prometidos para 1977 foram adiados para o ano que vem e que alguns dos 500 lançamentos originalmente programados para o primeiro semestre de 1978 não serão lançados." A revista Billboard publicou declarações de diversos representantes da industria musical, como essas "Sem exceção, os varejistas da região concordam que 1977 foi um bom ano, com aumentos em relação ao ano anterior variando de 10% a 20%. Além disso, todos concordam que os principais fatores para os aumentos e o otimismo para 1978 são a morte de Elvis Presley e o aumento nos preços dos álbuns." "Larry Rosen, que opera a cadeia de oito lojas Wee Three Record and Stereo Shops, atribui o aumento nos preços dos LPs e a demanda por discos de Elvis a um aumento de 10 a 15% em 1977, com a tendência de continuar em 1978. As lojas estão localizadas em centros comerciais e shoppings em Lancaster, Lebanon, Glenolden, Horsham, Springfield, Plymouth Meeting, Conshohocken, na Pensilvânia, e em Moorestown, em Nova Jersey. Fitas em branco e pré-gravadas também estão vendendo bem, com os clientes procurando por produtos de melhor qualidade, especialmente em fitas em branco. "A combinação de preços mais altos para LPs, Elvis Presley e novos lançamentos proporcionou um dos melhores anos para a David Rosen Records. Harry Rosen, gerente da loja, relata que o negócio foi 20% melhor que em 1976 e, se o ritmo de vendas do fim do ano continuar, 1978 deve adicionar outros 20%. Ele destaca a dificuldade em atender à demanda contínua por discos de Presley." Segundo Joe Cohen representante da industria musical, que foi vice-presidente executivo da NARM "A morte de Elvis Presley trouxe um tipo diferente de comprador de discos e fitas para a loja. Em muitos casos, pessoas que não compravam um disco ou fita há anos, reacendendo assim o desejo de comprar e possuir a música que amavam." National Association of Recording Merchandisers ou NARM é uma empresa dos EUA fundada em 1958 sem fins lucrativos que representa a música, e outros entretenimentos varejistas, atacadistas, distribuidores, gravadoras, fornecedores de multimídia, e os fornecedores de produtos e serviços relacionados, bem como profissionais individuais e educadores no campo da música. A RIAA e a NARM trabalham juntas frequentemente em questões da indústria.

## Elvis Presley foi responsável por vendas superiores a 1 bilhão de discos após a morte segundo estimativas do porta voz da RIAA em consonância com representantes do varejo músical entre 1977-1978, as estimativas variam entre 10% e 20% das vendas da industria musical
O NAMM sugeriu que as vendas de álbuns de 1977 subiram 20% em comparação com 1976, e relacionou esse crescimento do mercado a Presley. O NAMM Show é uma feira comercial anual nos Estados Unidos organizada pela National Association of Music Merchants (NAMM), que o descreve como "o maior palco da indústria, unindo as comunidades globais de música, som e tecnologia de entretenimento".  Normalmente é realizado em janeiro no Anaheim Convention Center em Anaheim, Califórnia. De acordo com a NAMM, a participação de mercado global dos Estados Unidos é superior a 40%. Em declaração feita ao The New York Times, um porta-voz da Recording Industry Association of America disse que a indústria musical experimentou um ganho em volume de mais de 20 por cento em 1977, "“Não podemos contratar novos artistas se nosso cronograma de produção for incerto”, disse um porta-voz da indústria. Mesmo antes da demanda aumentar repentinamente por clássicos como "Blue Suede Shoes" de Presley e "White Christmas" de Crosby, a indústria estava desfrutando de um ano saudável. Recuperando-se de um período de crescimento lento que se estendeu até 1975, a indústria experimentou um ganho em volume de mais de 20 por cento este ano, com vendas totais: excedendo US$ 3 bilhões, de acordo com a maioria das estimativas. Foi um tanto surpreendente ver o negócio decolar como decolou”, disse um porta-voz da Recording Industry Association of America, que atribuiu sugestivamente a expansão de 20% na demanda por discos na industria musical em 1977 a Presley e Crosby. O porta-voz da RIAA mencionou que clássicos de Presley e Crosby foram responsáveis pelo aumento da demanda, que resultou em um crescimento de mais de 20% nas vendas da indústria, correlacionando directamente Presley e Crosby com o ganho comercial da industria. O porta voz sugeriu que Presley foi corresponsável pelo repentino crescimento comercial na industria musical que foi de 20% em 1977 se comparado ao ano anterior. Com base na declaração do porta-voz da RIAA, Presley foi responsável por aproximadamente 10% das vendas de discos na indústria musical em 1977. Esta estimativa é feita sob a premissa de que tanto Presley quanto Bing Crosby contribuíram igualmente para o aumento de 20% nas vendas totais de discos naquele ano. Na matéria do The New York Times também foi dito que "A indústria previu um crescimento contínuo das vendas em 1978" esse crescimento de fato se confirmou no ano seguinte. De acordo com a Billboard as vendas totais de 1977 em relação ao mercado musical dos Estados Unidos foram de 3,5 bilhões de discos vendidos. No ano seguinte, em 1978 as vendas em território estadunidense foram de 4 bilhões de discos. Considerando a estimativa feita pelo porta voz da RIAA, Elvis Presley teria sido responsável por 750 milhões de discos vendidos nos Estados Unidos em 1977-1978, pois esse valor corresponde a soma de 10% das vendas de discos nos Estados Unidos em 1977 e 1978. De acordo com o prestigiado livro "The Greenwood Encyclopedia of Daily Life in America", publicado pelo renomado professor, escritor, e historiador Randall M. Miller, as vendas de 1977 referentes a industria musical foram de 8,6 bilhões de discos vendidos. No mesmo  sentido, segundo o conceituado livro "Repeated Takes: A Short History of Recording and its Effects on Music" publicado pelo consagrado professor, escritor, e historiador Michael Chanan, as vendas de 1978 relativas a industria musical foram de aproximadamente 7 bilhões de discos vendidos.. Considerando a estimativa feita pelo porta voz da RIAA, Elvis Presley teria sido responsável por 1 bilhão e 560 milhões de discos vendidos globalmente em 1977-1978, pois esse valor corresponde a soma de 10% das vendas de discos no mundo em 1977 e 1978. Considerando também que o NAMM sugeriu que as vendas de álbuns de 1977 subiram 20% em comparação com 1976, e relacionou esse crescimento do mercado a Presley. O NAMM Show é uma feira comercial anual nos Estados Unidos organizada pela National Association of Music Merchants (NAMM), que o descreve como "o maior palco da indústria, unindo as comunidades globais de música, som e tecnologia de entretenimento". Normalmente é realizado em janeiro no Anaheim Convention Center em Anaheim, Califórnia. De acordo com a NAMM, a participação de mercado global dos Estados Unidos é superior a 40%. Ressalta-se também que, a revista Billboard publicou declarações de diversos representantes da industria musical, como essas "Sem exceção, os varejistas da região concordam que 1977 foi um bom ano, com aumentos em relação ao ano anterior variando de 10% a 20%. Além disso, todos concordam que os principais fatores para os aumentos e o otimismo para 1978 são a morte de Elvis Presley e o aumento nos preços dos álbuns." "Larry Rosen, que opera a cadeia de oito lojas Wee Three Record and Stereo Shops, atribui o aumento nos preços dos LPs e a demanda por discos de Elvis a um aumento de 10 a 15% em 1977, com a tendência de continuar em 1978. As lojas estão localizadas em centros comerciais e shoppings em Lancaster, Lebanon, Glenolden, Horsham, Springfield, Plymouth Meeting, Conshohocken, na Pensilvânia, e em Moorestown, em Nova Jersey. Fitas em branco e pré-gravadas também estão vendendo bem, com os clientes procurando por produtos de melhor qualidade, especialmente em fitas em branco.

## Recording Industry Association of America
A Recording Industry Association of America ( RIAA ) é uma organização comercial que representa a indústria de gravação musical nos Estados Unidos . Seus membros consistem em gravadoras e distribuidoras que a RIAA diz que "criam, fabricam e/ou distribuem aproximadamente 85% de todas as músicas gravadas vendidas legalmente nos Estados Unidos".  A RIAA tem sede em Washington, DC.  A associação é conhecida popularmente por sua tradicional certificação de álbuns e canções ouro e platina nos Estados Unidos e também participa do gerenciamento de direitos coletivos de gravações. A empresa privada Gelfand, Rennert & Feldman (GR&F) é a responsável pela auditoria das vendas da RIAA. Segundo o site oficial da Recording Industry Association of America, "Todas as auditorias de certificação são conduzidas, por uma taxa, pela empresa Gelfand, Rennert and Feldman, LLP (GR&F) para a RIAA. Se vários níveis de certificação forem certificados simultaneamente, apenas uma taxa de certificação de auditoria será cobrada." O site da RIAA também menciona empresa privada Rennert and Feldman, LLP (GR&F) como auditores da RIAA em todas as correspondências de certificação.

## Estrutura da RIAA, relação com as "Big Three", e reconhecimento significativo de um bilhão de discos vendidos ou mais para Elvis Presley, pela maioria das gravadoras membros do conselho administrativo da RIAA
Mitch Glazier é o presidente e CEO da RIAA desde 2019. Glazier entrou para a RIAA há 20 anos e desempenhou um papel na transição da indústria musical para streaming e acesso "em qualquer lugar, a qualquer hora" à música. Ele foi vice-presidente executivo sênior da RIAA de 2011 a 2019 e atuou como vice-presidente executivo de política pública e relações com a indústria de 2000 a 2011.
O conselho de administração de 26 membros é composto pelos seguintes executivos de registro:
- Mitch Glazier (Recording Industry Association of America)
- Michele Ballantyne (Recording Industry Association of America)
- Michele Anthony (Universal Music Group)
- Glen Barros (Exceleration Music)
- Michael L. Nash (Universal Music Group)
- Eric Berman (Universal Music Group)
- David Bither (Nonesuch Records)
- Ken Bunt (Disney Music Group)
- John Esposito (Warner Music Nashville)
- Victor Gonzalez (Universal Music Latin Entertainment)
- Camille Hackney (Atlantic Records)
- Rani Hancock (Sire Records)
- Jeff Harleston (Universal Music Group)
- Terry Hemmings (Provident Music Group/Sony Music Entertainment)
- Kevin Kelleher (Sony Music Entertainment)
- Sheldra Khahaifa (Sony Music Entertainment)
- Dennis Kooker (Sony Music Entertainment)
- Eric Chopra (Sony Music Entertainment)
- Annie Lee (Interscope Geffen A&M)
- Gabriela Maartinez (Warner Music Latina)
- Deirdre McDonald (Sony Music Entertainment)
- Paul Robinson (Warner Music Group)
- Tom Silverman (Tommy Boy Entertainment)
- Julie Swidler (Sony Music Entertainment)
- Will Tanous (Universal Music Group)
- Zena White (Partisan Records)

A RIAA representa mais de 1.600 selos membros, que são entidades corporativas privadas, como gravadoras e distribuidoras, e coletivamente criam e distribuem cerca de 90% da música gravada vendida nos Estados Unidos. Os maiores e mais influentes dos membros são os "Big Three":
- Sony Music Entertainment
- Universal Music Group
- Warner Music Group

## As "Big Three", Universal Music Group, Sony Music, e Warner Music Group, representam 76% do conselho administrativo da Recording Industry Association of America (RIAA), ao todo são 20 membros que pertencem as "Big Three", em um conselho formado por 26 membros no total
As "Big Three", Universal Music Group, Sony Music, e Warner Music Group, representam 76% do conselho administrativo da Recording Industry Association of America (RIAA), ao todo são 20 membros que pertencem as "Big Three", em um conselho formado por 26 membros no total. Os membros do conselho da administração da RIAA que representam as "Big Three" são os seguintes: Michele Anthony (Universal Music Group), Michael L. Nash (Universal Music Group), Eric Berman (Universal Music Group), John Esposito (Warner Music Nashville), Victor Gonzalez (Universal Music Latin Entertainment), Jeff Harleston (Universal Music Group), Terry Hemmings (Provident Music Group/Sony Music Entertainment), Kevin Kelleher (Sony Music Entertainment), Sheldra Khahaifa (Sony Music Entertainment), Dennis Kooker (Sony Music Entertainment), Eric Chopra (Sony Music Entertainment), Gabriela Maartinez (Warner Music Latina, Deirdre McDonald (Sony Music Entertainment), Paul Robinson (Warner Music Group), Julie Swidler (Sony Music Entertainment), Will Tanous (Universal Music Group). Além dos citados, a Nonesuch Records é uma gravadora norte-americana detida pela Warner Music Group, assim como, a Atlantic Records (Atlantic Recording Corporation) é uma gravadora norte-americana, mas que também pertence a Warner Music Group, no mesmo sentido, a Sire Records Company é uma gravadora americana de propriedade da Warner Music Group. Assim sendo, a Interscope-Geffen-A&M (abreviado para IGA) é um grupo de gravadoras norte-americano, pertencente a Universal Music Group.  

## Reconhecimento de vendas em um bilhão de discos ou mais pelas "Big Three" para Elvis Presley, as ditas "Big Three" são a Universal Music Group, Sony Music Group, e Warner Music Group, as maiores empresas musicais do planeta
Em 2002 a então "AOL Time Warner Inc" que foi uma multinacional de mídia de massa americana e entretenimento proprietária da Warner Music Group na época, publicou por meio de sua subsidiária, a conceituada Revista Time, que Elvis Presley é o artista solo mais vendido de todos os tempos com 1 bilhão de discos. Naquele período as declarações do grupo AOL Time Warner Inc refletiam diretamente no posicionamento da Warner Music Group, pois esta era propriedade da "AOL Time Warner Inc." A Warner Music Group (WMG) é um conglomerado norte-americano multinacional, de entretenimento e de selos musicais, com sede em Nova York. Considerada o maior conglomerado norte-americano, é a terceira entre as três maiores gravadoras do mundo, as outras duas são: Universal Music, a primeira, e a Sony Music Entertainment, a segunda maior. No mesmo sentido, a Sony Music declarou que Elvis Presley é o artista solo mais vendido de todos os tempos, com mais de 1 bilhão de discos vendidos no planeta. A Sony Music Group (também conhecida apenas como Sony Music) é um conglomerado estadunidense do ramo de música, pertence à Sony Corporation of America, uma subsidiária do conglomerado japonês Sony Corporation. Desde 2016, é a segunda maior companhia da indústria fonográfica; forma, em conjunto com Universal Music Group e Warner Music Group, as três maiores empresas de música do planeta. A Universal Music Group também declarou que Elvis Presley é o artista solo mais vendido de todos os tempos com mais de 1 bilhão de discos vendidos globalmente. A Universal Music Group N.V. (também conhecida pela sigla UMG ou apenas Universal Music) é uma companhia global da indústria da música. Sua sede corporativa está localizada em Hilversum, nos Países Baixos, enquanto suas operações são controladas em Santa Mônica, Califórnia. É a maior empresa do ramo musical do planeta, sendo parte e líder do grupo das "Big Three" gravadoras, em conjunto com a Sony Music e a Warner Music Group.

## Reconhecimento de vendas em um bilhão de discos vendidos pela The Walt Disney Company proprietária da Disney Music Group, somando com o reconhecimento das "Big Three", Universal Music Group, Sony Music, e Warner Music Group, representam 80% do conselho administrativo da Recording Industry Association of America (RIAA) 21 membros em um conselho formado por 26 membros no total
The Walt Disney Company (NYSE: DIS), conhecida simplesmente como Disney, é uma companhia multinacional estadunidense de mídia de massa sediada no Walt Disney Studios, em Burbank, Califórnia. Em dezembro de 2017 após a compra da 21st Century Fox, a empresa se tornou o maior conglomerado de mídia e entretenimento do planeta por receita, passando assim a Comcast. A Disney foi fundada em 16 de outubro de 1923, por Walt Disney e Roy Oliver Disney com o nome de Disney Brothers Cartoon Studios e estabeleceu-se como pioneira na indústria de animação, até diversificar seus produtos para filmes em live-action, redes de televisão e parques temáticos. A companhia também operou sob o nome Walt Disney Studio e Walt Disney Productions. A empresa leva seu nome atual desde 1986, época em que expandiu suas produções para o teatro, rádio, música, publicidade e mídia online. A Disney também criou novas divisões corporativas com o objetivo de comercializar conteúdo para adultos, como a Touchstone Pictures, visto que sua marca principal, Disney, está associada a filmes para todos os públicos, como chamado no meio cinematográfico, uma empresa "family friendly". A empresa é mais conhecida pelos seus estúdios de cinema, o Walt Disney Studios, que é hoje um dos maiores e mais conhecidos estúdios de Hollywood. A Disney também tem a propriedade e opera a rede de televisão ABC; redes de televisão por assinatura, como Disney Channel, ESPN, A+E Networks e Freeform; divisões de publicidade, de merchandising e de teatro; A companhia possui e licencia 14 parques temáticos ao redor do mundo, além de uma divisão musical de sucesso. Em 2009 a "The Walt Disney Company" proprietária da Disney Music Group, publicou por meio de sua subsidiária KTRK-TV (ABC13), que Elvis Presley vendeu 1 bilhão de discos. As declarações do grupo The Walt Disney Company refletem diretamente no posicionamento da Disney Music Group, pois esta é propriedade da "The Walt Disney Company."

## Federação Internacional da Indústria Fonográfica
A Federação Internacional da Indústria Fonográfica ( IFPI ) é a organização que representa os interesses da indústria fonográfica em todo o mundo. É uma organização sem fins lucrativos de membros registrada na Suíça e fundada na Itália em 1933 por Francesco Braga.  Ela opera um secretariado com sede em Londres, com escritórios regionais em Bruxelas, Hong Kong, Miami, Abu Dhabi, Cingapura e Nairóbi.  A IFPI é governada por seu Conselho Principal, um grupo que inclui representantes de todos os membros da organização (incluindo grandes gravadoras independentes), representantes de certos Grupos Nacionais da IFPI e o CEO da organização.  Existem também dois conselhos regionais (o Conselho Regional da Ásia/Pacífico da IFPI e o Conselho Regional da América Latina da IFPI) que supervisionam os assuntos regionais. Em abril de 2024, a IFPI anunciou que Victoria Oakley havia sido nomeada CEO, ingressando na organização em junho de 2024.  A CEO anterior, Frances Moore, deixou o cargo em dezembro de 2023.  Ela foi nomeada presidente-executiva com mandato efetivo a partir de 1º de julho de 2010.  Ela substituiu John Kennedy , que chefiava a organização desde 2005 e também foi um dos coprodutores do Live Aid e do Live8 .  Moore recebeu um MBE na Lista de Honrarias do Aniversário da Rainha em 2021 por seus serviços à indústria musical. A IFPI representa a indústria fonográfica em todo o mundo; há cerca de 8.000 membros na IFPI e sua rede global, operando em mais de 70 mercados e cerca de 70 associações locais da indústria, empresas de licenciamento de música afiliadas e escritórios da IFPI.  De acordo com seus critérios, a associação à IFPI está aberta a "uma entidade legal ou pessoa que seja produtora de fonogramas ou videoclipes, cujas cópias sejam disponibilizadas ao público em quantidades razoáveis",  embora a organização não defina "quantidades razoáveis". Grupos nacionais e órgãos afiliados incluem SNEP na França; BVMI na Alemanha; RIAJ no Japão; BPI no Reino Unido; RIAA nos EUA; ARIA na Austrália; Music Canada; AMPROFON no México; Recorded Music New Zealand; Promusicae na Espanha; FIMI na Itália e outros.  As gravadoras podem ser membros tanto de seu órgão local da indústria quanto da IFPI.

## Relação entre Elvis Presley, Federação Internacional da Indústria Fonográfica, e as "Big Three"
Elvis Presley é reconhecido por gravadoras membros da IFPI como o artista que vendeu um bilhão de discos ou mais. Esse reconhecimento é sustentado por 42 representantes da IFPI, atuando em 54 países, o que ressalta a profundidade da sua marca global. As três principais gravadoras—Universal Music Group, Sony Music e Warner Music Group—têm subsidiárias que operam em conformidade com as diretrizes de suas empresas-mãe, demonstrando que a influência de Elvis transcende fronteiras e é amplamente reconhecida na indústria fonográfica. A IFPI representa os interesses globais dessa indústria.

## Membros diretos da Federação Internacional da Indústria Fonográfica que seguem o posicionamento de suas empresas mães sobre as vendas de Elvis Presley em bilhão de discos ou mais, representando 42 países dos 54 países membros no total, disponíveis no site da IFPI[54]
1. Argentina: Sony Music Entertainment Argentina, Universal Music Argentina, Warner Music Argentina S.R.L.
2. Australia: Sony Music Entertainment (Australia) Pty Limited Universal Music Australia Ltd, Warner Music Australia Pty Ltd
3. Austria: Sony Music Entertainment Austria GmbH, Universal Music GmbH, Warner Music Austria GmbH
4. Belgium: Sony Music Entertainment Belgium NV/SA, Universal Music, Warner Music Belgium, BMG Rights Management (Benelux) B.V
5. Brazil: Globo Comunicacao A Participacao S/A (Som Livre), Sony Music Entertainment (Brasil), Universal Music Brazil, Warner Music Brazil Ltda
6. Canada: Sony Music Entertainment Canada Inc,Universal Music Canada, Warner Music Canada
7. Chile: Sony Music Entertainment Chile S.A,Universal Music Chile, Warner Music Chile
8. China: Sony Music Entertainment (China), Warner Music Beijing Co.,Ltd
9. Chinese Taipei: Sony Music Entertainment (Taiwan) Ltd, Universal Music (Taiwan), Warner Music Taiwan
10. Colombia: Sony Music Entertainment (Colombia) S.A, Universal Music Colombia S.A.
11. Costa Rica: Sony Music Entertainment Central America, S.A.
12. Croatia: Universal Music Croatia
13. Czech Republic: Sony Music Entertainment Czech Republic s.r.o, Universal Music s.r.o, Warner Music Czech Republic s.r.o
14. Denmark: Sony Music Entertainment Denmark A/S, Universal Music A/S, Warner Music Denmark A/S
15. Finland: Sony Music Entertainment Finland Oy, Universal Music Finland, Warner Music Finland Oy
16. France: Sony Music Entertainment France, The Walt Disney Compagnie, Universal Music S.A, Warner Music France
17. Germany: Bear Family Records GmbH, BMG Rights Management GmbH, EMI Production Music GmbH, Sony Music Entertainment (Germany) GmbH, Universal Music GmbH, Universal Production Music GmbH, Warner Music Group Germany Holding GmbH
18. Hong Kong SAR: Bear Music Limited, Warner Music Hong Kong Lt, Universal Music Ltd, Universe Music Limited, Sony Music Entertainment Hong Kong Ltd.
19. Hungary: Sony Music Entertainment Hungary Kft, Universal Music Ltd
20. India: Universal Music India Pvt. Ltd
21. Ireland: Universal Ireland Limited, Warner Music Ireland Ltd
22. Italy: Sony Music Entertainment Italy S.p.A, Universal Music Italia Srl, Warner Music Italy SpA
23. Japan: Sony Music Entertainment (Japan) Inc, Universal Music LLC, Warner Music Japan Inc.
24. Korea: Sony Music Entertainment Korea Inc, Universal Music Ltd (Korea), Warner Music Korea Ltd
25. Malaysia: Sony Music Malaysia, Universal Music Sdn Bhd, Warner Music (Malaysia) Sdn Bhd
26. Mexico: Sony Entertainment Mexico S.A. de C.V, Universal Music Group Mexico S.A. DE C.V, Warner Music Mexico SA de CV
27. Netherlands: Sony Music Entertainment Netherlands BV, Universal Music BV, Warner Music Benelux BV
28. New Zealand: Sony Music Entertainment New Zealand Ltd, Universal Music Ltd, Warner Music NZ Ltd
29. Norway: Warner Music Norway A/S, Universal Music AS, Sony Music Entertainment Norway AS
30. Pakistan: EMI (Pakistan) Ltd
31. Poland: Sony Music Entertainment Poland SP Zoo, Universal Music Polska sp. z.o.o, Warner Music Poland sp. z o.o
32. Portugal: Universal Music Portugal, S.A, Sony Music Entertainment Portugal, Ltda, Warner Music Portugal
33. Singapore: Sony Music Singapore, Universal Music Pte Ltd, Warner Music Singapore Pte Ltd
34. South Africa: Sony Music Entertainment Africa (Pty) Ltd, Universal South Africa, Warner Music South Africa
35. Spain: Warner Music Spain S.A, Universal Music Spain S.L, Sony Music Entertainment (Spain)
36. Sweden: BMG Chrysalis Scandinavia AB, Sony Music Entertainment (Sweden) AB, Universal Music AB, Warner Music Sweden AB
37. Switzerland: Sony Music Entertainment (Switzerland) GmbH, Universal Music GmbH, Warner Music Switzerland SA
38. Thailand: Sony Music Entertainment Operating (Thailand) Co.,Ltd, Universal Music Thailand Ltd, Warner Music Thailand Ltd
39. Turkey:  Sony Music Entertainment Turkey AS
40. United Kingdom: BMG Rights Management (UK), BMP Broken Music Publishing, Warner Music (UK) Ltd, Universal Music Group UK & Ireland, Sony Music Entertainment UK Ltd
41. USA: Sony Music Entertainment, Universal Music Group, Warner Music Group
42. Venezuela: Sony Music Entertainment

Elvis Presley é uma figura emblemática na música, amplamente reconhecido pela IFPI como um dos artistas que mais vendeu discos em todo o mundo sendo apontado pela maioria das fontes como o artista solo mais vendido de todos os tempos. A organização representa as gravadoras em diversos países, com 42 países membros diretos confirmando as impressionantes vendas de Elvis. Suas músicas continuam a ressoar globalmente, reforçando sua influência cultural e musical. As gravadoras do grupo "Big Three" garantem que sua herança seja bem mantida e promovida, ajudando a solidificar sua posição no panteão da música. A IFPI também desempenha um papel crucial em catalogar e certificar essas vendas.

## Reconhecimento de membros diretos representantes de países na IFPI, por vendas superiores a 1,5 bilhão de discos a 2 bilhões de discos
Os membros Sony Music Entertainment (Japan) Inc, e Bear Family Records reconheceram as vendas de Elvis Presley em superiores a 1,5 bilhão de discos a 2 bilhões ou mais discos vendidos globalmente.  Essas declarações tornam Elvis Presley o artista de maior vendagem mundial com 2 bilhões de discos vendidos ou mais, segundo as referidas gravadoras membros da Federação Internacional da Indústria Fonográfica ( IFPI ) que exercem o papel de representar países na industria musical.

## Vendas declaradas ou estimadas de Elvis Presley
| Artista:      | Fontes: | Vendas declaradas ou estimadas                                   |
| ------------- | --- | ---------------------------------------------------------------- |
| Elvis Presley | Spokesman for the Recording Industry Association of America, The New York Times, NAMM, and Billboard (Com base na declaração do porta-voz da RIAA, Presley foi responsável por aproximadamente 10% das vendas de discos na indústria musical em 1977 e 1978, isso equivale a 1 bilhão e 560 milhões de discos vendidos nesse período). | 1 bilhão 560 milhões de discos vendidos globalmente em 1977-1978 |
| Elvis Presley | Billboard (2002) | Mais de 1 bilhão de discos vendidos globalmente                  |
| Elvis Presley | World Record Academy (2006) | Mais de 1 bilhão de discos vendidos globalmente                  |
| Elvis Presley | CNN (2013) | Mais de 1 bilhão de discos vendidos globalmente                  |
| Elvis Presley | Forbes (2018) | Mais de 1 bilhão de discos vendidos globalmente                  |
| Elvis Presley | The White House, and Billboard (2018) | Mais de 1 bilhão de discos vendidos globalmente                  |
| Elvis Presley | ABC, 17 News KMIZ, and Fox KQFX (2020) | Mais de 1 bilhão de discos vendidos globalmente                  |
| Elvis Presley | Universal Music Group (2022) É a maior empresa do ramo musical do planeta, sendo parte e líder do grupo das "Três Grandes" gravadoras, em conjunto com a Sony Music e a Warner Music Group. | Mais de 1 bilhão de discos vendidos globalmente                  |
| Elvis Presley | Sony Music Group (2017) Também conhecida apenas como Sony Music) é um conglomerado estadunidense do ramo de música, pertence à Sony Corporation of America, uma subsidiária do conglomerado japonês Sony Corporation. | Mais de 1 bilhão de discos vendidos globalmente                  |
| Elvis Presley | Billboard (1980) | 1 bilhão de discos vendidos globalmente                          |
| Elvis Presley | Record Research Inc (1987) | 1 bilhão de discos vendidos globalmente                          |
| Elvis Presley | Guinnes World Records (2001) | 1 bilhão de discos vendidos globalmente                          |
| Elvis Presley | AOL Time Warner Inc (2002) - Time - Warner Music Group é a terceira entre as três maiores gravadoras do mundo, as outras duas são: Universal Music, a primeira, e a Sony Music Entertainment, a segunda maior. | 1 bilhão de discos vendidos globalmente                          |
| Elvis Presley | TIME (2002) | 1 bilhão de discos vendidos globalmente                          |
| Elvis Presley | Icons of Rock: An Encyclopedia of the Legends Who Changed Music Forever, and Recording Industry Association of America (RIAA) (2007) | 1 bilhão de discos vendidos globalmente                          |
| Elvis Presley | Spokesman for the Recording Industry Association of America, and The New York Times (Com base na declaração do porta-voz da RIAA, Presley foi responsável por aproximadamente 10% das vendas de discos na indústria musical dos EUA em 1977 e 1978, isso equivale a 750 milhões de discos vendidos nesse período).                     | 750 milhões de discos vendidos nos Estados Unidos em 1977-1978   |
| Elvis Presley | Billboard (1977 - Esta declaração se refere aos discos vendidos por Presley antes do falecimento do cantor) | Mais de 500 milhões de discos vendidos globalmente               |